# Pohlia hercynica
Pohlia hercynica là một loài Rêu trong họ Bryaceae. Loài này được (Grebe & Loeske) Warnst. miêu tả khoa học đầu tiên năm 1913.